# خالد الفرحان
خالد الفرحان لاعب نادي النصر.
هو خالد إبراهيم الفرحان مواليد الخرج عام 1392هـ، بدأ مشواره مع نادي الشعلة ثم انتقل لصفوف نادي النصر في عام 1416هـ مثله لمدة ثلاث مواسم قبل أن يعود لنادي الشعلة ولعب له موسماً ثم اعتزل كرة القدم.
الفرحان من أسرة رياضية، حيث أن شقيقه فرحان الفرحان يعد من أشهر لاعبي كرة الطائرة السابقين، حيث مثل أندية النصر والهلال والاهلي. وشقيقه الآخر بندر الفرحان كان لاعب كرة قدم في نادي الرائد ونادي الشعلة.
ويعد الفرحان من أميز مدافعي دوري الدرجة الأولى السعودي في التسعينيات الميلادية، وهذا ماجعل النصر يتعاقد معه بعد منافسة قوية مع غريمه التقليدي نادي الهلال.
وفي أول موسم للفرحان نجح في تقديم مستويات متميزة، وسجل هدفاً تاريخياً في كأس آسيا للأندية أمام فريق فارمرز التايلاندي في نصف النهائي، وهو أول هدف ذهبي لنادي سعودي منذ تطبيق نظام الهدف الذهبي عام 96م
ذلك الهدف أهل النصر للمباراة النهائية أمام تشونام الكوري الجنوبي ولكن النصر خسر اللقاء بالهدف الذهبي أيضاً!
بعد مسيرة قصيرة مع نادي النصر كان قد توج فيها بالذهب مراراً، عاد لنادي الشعلة في عام 1420هـ بعد خلاف إداري مع مسؤولي النصر انتهى بفك الارتباط.
وقاد خالد الفرحان فريقه الشعلة لدوري الدرجة الأولى في عام 1421هـ ثم قرر اعتزال الكرة في عام 1423هـ، والاتجاه لمجال التدريب، وأشرف على عدد من الاندية ومن ضمنها نادي الكوكب ونادي السلمية ونادي العرض

## إسهاماته مع النصر
- الحصول على كأس الاتحاد السعودي 1418
- الحصول على كأس الكؤوس الآسيوية 1418
- الحصول على كأس السوبر الآسيوي 1419
- الحصول على كأس الخليج للأندية 1416 و1417

## إسهاماته مع الشعلة
- الصعود إلى الدوري الممتاز عام 1421هـ